# Municipio de Juniata (condado de Blair)
El municipio de Juniata (en inglés, Juniata Township) es un municipio del condado de Blair, Pensilvania, Estados Unidos. Tiene una población estimada, a mediados de 2022, de 945 habitantes.

## Geografía
Está ubicado en las coordenadas 40°23′53″N 78°31′44″O / 40.39806, -78.52889 (40.39805, -78.52875).

## Demografía
Según el censo de 2000, en ese momento los ingresos medios de los hogares eran de $36,944 y los ingresos medios de las familias eran de $39,375. Los hombres tenían ingresos medios por $30,921 frente a los $20,278 que percibían las mujeres. Los ingresos per cápita eran de $15,277. Alrededor del 9.3% de la población estaba por debajo de la línea de pobreza.
De acuerdo con la estimación 2017-2021 de la Oficina del Censo, los ingresos medios de los hogares son de $64,028 y los ingresos medios de las familias son de $80,000. Alrededor del 9.3% de la población estaba por debajo de la línea de pobreza.